# گرین (مجارستان)
گِریِن (به مجاری:  Gerjen) یک شهرداری در مجارستان است که در ناحیه پاکش واقع شده‌است. گرین ۳۶٫۲۸ کیلومتر مربع مساحت و ۱٬۳۱۶ نفر جمعیت دارد.